# Ravlunda församling
Ravlunda församling var en församling i Lunds stift och i Simrishamns kommun. Församlingen uppgick 2002 i Kiviks församling.

## Administrativ historik
Församlingen har medeltida ursprung. 
Församlingen utgjorde till 1500-talet ett eget pastorat för att därefter till 1992 vara moderförsamling i pastoratet Ravlunda och Brösarp som från 1962 även omfattade församlingarna Andrarum, Eljaröd och Fågeltofta. Från 1992 till 2002 var församlingen annexförsamling i pastoratet (Södra) Mellby, Vitaby och Ravlunda. Församlingen uppgick 2002 i Kiviks församling.

## Kyrkor
- Ravlunda kyrka